# Lackeya multiflora
Lackeya multiflora là một loài thực vật có hoa trong họ Đậu. Loài này được (Torr. & A.Gray) Fortunato & al mô tả khoa học đầu tiên.